# 東郡
東郡（とう-ぐん）は、中国にかつて存在した郡。秦代から隋代にかけて、現在の河南省濮陽市および山東省聊城市にまたがる地域に設置された。

## 概要
紀元前242年（始皇5年）、秦の将軍蒙驁が魏を攻撃し、酸棗・燕・虚・長平・雍丘・山陽など20城を攻め落とすと、東郡が置かれた。
紀元前196年（高帝11年）、皇子劉恢が彭越に代わって梁王に封じられ、梁国に東郡が加えられた。紀元前181年（呂后7年）、梁王劉恢が趙王となり、呂王呂産が梁王となった。紀元前180年（呂后8年）、呂産が殺害されると、梁国は廃止されて、再び東郡が置かれた。東郡は兗州に属し、濮陽・白馬・南燕・頓丘・畔観・発干・東武陽・陽平・范・博平・茌平・黎・廩丘・東阿・臨邑・聊城・清・離狐・利苗・須昌・寿良・楽昌の22県を管轄した。前漢末に40万1297戸、165万9028人があった。
王莽のとき、治亭郡と改称された。
後漢が建てられると、東郡の称にもどされた。東郡は濮陽・白馬・南燕・頓丘・衛・発干・東武陽・陽平・范・博平・東阿・臨邑・穀城・聊城・楽平の15県を管轄した。
277年（西晋の咸寧3年）、皇子司馬允が濮陽王に封じられ、濮陽国が立てられた。濮陽国は濮陽・廩丘・白馬・鄄城の4県を管轄した。
南朝宋のとき、南徐州に属する南濮陽郡があり、廩丘・楡次の2県を管轄した。
北魏のとき、東郡が再び置かれた。東郡は兗州に属し、滑台城に郡治が置かれ、東燕・平昌・白馬・涼城・酸棗・長垣・長楽の7県を管轄した。
589年（隋の開皇9年）、杞州が置かれた。596年（開皇16年）、滑州と改称された。606年（大業2年）、兗州と改称された。607年（大業3年）に州が廃止されて郡が置かれると、兗州は東郡と改称された。東郡は白馬・霊昌・衛南・韋城・胙城・匡城・封丘・濮陽・離狐の9県を管轄した。
618年（武徳元年）、唐が郡制を廃止すると、東郡は滑州と改称され、東郡の呼称は姿を消した。